# Juraj Jakubisko
Juraj Jakubisko (Kojsó, 1938. április 30. – Prága, 2023. február 24.) szlovák filmrendező, forgatókönyvíró, operatőr.

## Élete
1938. április 30-án született a kelet-szlovákiai, főleg ruszinok lakta Kojsóban. Később Kassa városába költöztek, ahol egy új világgal – a film világával – ismerkedett meg a Čas moziban. A mozi mellett színházba is szívesen járt. A pozsonyi Művészeti és Ipari Szakközépiskolában érettségizett, ahol megismerkedett Elo Havettával. Mindketten a Prágai Színművészeti Akadémia Film és Televízió Karán (FAMU) folytatták tanulmányaikat, ahova éppen a csehszlovák új hullám kezdetekor kerültek. Tanulmányai során számos rövidfilmet és dokumentumfilmet forgatott.
Miután 1966-ban sikeresen végzett a FAMU-n, legeredményesebb és legérdekesebb alkotó időszaka következett. Kevesebb, mint négy év alatt három játékfilmet készített. 1967-ben a Krisztusi évek (Kristove roky) című filmmel sikeresen debütált, majd a Zbehovia a pútnici (1968) és a Madarak, árvák, bolondok (Vtáčkovia, siroty a blázni) (1969) című filmekkel folytatta. A kedvezőtlen csehszlovákiai politikai helyzet miatt nem tudta befejezni sorozatban negyedik játékfilmjét, a Dovidenia v pekle, priatelia címűt (ezt a film csak 1990-ben került bemutatásra).
1971-ben eltiltották a játékfilmek készítésétől, és áthelyezték a pozsonyi Krátké filmstúdióhoz, ahol csak rövid vagy közepes hosszúságú dokumentumfilmeken dolgozhatott. 1975-ben feleségül vette Ľudmila Vašovát, akitől egy lánya született, Janetta. 1984-ben elváltak. 1980-ban mutatták be hosszú idő után az újabb játékfilmjét, Építs házat, ültess fát! (Postav dom, zasaď strom) címmel. A közönségsiker ellenére ismét politikai kritikákat kapott a pártállami apparátus részéről. Újra szankciók jöttek, de nem olyan szigorúak mint korábban. Csak történelmi filmeket, meséket és vígjátékokat forgathatott. Ebben az időszakban forgatta a díjnyertes Az ezeréves méh (Tisícročná včela) (1983) című filmet. Ekkor készült a Holle anyó (Perinbaba) Giulietta Masina főszereplésével. 1989-ben, három hónappal a kommunista rezsim bukása előtt mutatták be az utolsó, az 1980-as években készült filmjét, az És ülünk a fa tetején (Sedím na konári a je mi dobre) (1989) címmel.
1985-ben újraházasodott. 1991-ben feleségével, Deana Horváthová színésznővel megalapították a J&J Jakubisko Film produkciós céget, amelyet felesége vezet. A házasságukból egy fiú, Jorik született. 1990-ben készült el a következő tv-filmje a Takmer ružový príbeh című, majd 1992-ben került bemutatásra a Lepsie byt bohaty a zdravy ako chudobny a chory című műve.
1993-tól Prágában élt. Itt forgatta következő filmjét, az 1997-ben bemutatott Zavaros jelentés a világ végéről (Nejasná zpráva o konci světa) címűt. Az új évezredben olyan filmeket készített, mint a Post Coitum (2004) Franco Nero főszereplésével és a Báthory – A legenda másik arca (Bathory) (2008).
2012 májusában szívátültetésen esett át Prágában.

## Filmjei
| Év   | Film                                                            | Rendező       | Forgatókönyvíró | Operatőr | Megjegyzés                  |
| ---- | --------------------------------------------------------------- | ------------- | --------------- | -------- | --------------------------- |
| 1960 | Poslední nálet                                                  | Igen          | Igen            | Igen     | rövidfilm                   |
| 1960 | Každý den má své jméno                                          | Igen          | Igen            |          | rövidfilm                   |
| 1960 | Valéria és a csodák hete (Sál ztracených kroku)                 | Jaromil Jireš | Igen            |          | rövidfilm                   |
| 1961 | Strieborný vietor                                               | Igen          | Igen            |          | rövidfilm                   |
| 1962 | První třída                                                     | Igen          | Igen            |          | rövidfilm                   |
| 1963 | Mlčení                                                          | Igen          | Igen            |          | rövidfilm                   |
| 1967 | Déšť                                                            | Igen          | Igen            |          | rövidfilm                   |
| 1967 | Krisztusi évek (Kristove roky)                                  | Igen          | Igen            |          |                             |
| 1968 | Godot-ra várva (Čekají na Godota)                               | Igen          | Igen            |          | rövidfilm                   |
| 1968 | Zbehovia a pútnici                                              | Igen          | Igen            | Igen     |                             |
| 1969 | Madarak, árvák, bolondok (Vtáčkovia, siroty a blázni)           | Igen          | Igen            |          |                             |
| 1970 | Dovidenia v pekle, priatelia                                    | Igen          | Igen            | Igen     | 1990-ben került bemutatásra |
| 1972 | Stavba storočia                                                 | Igen          | Igen            | Igen     | dokumentum-rövidfilm        |
| 1975 | Slovensko – krajina pod Tatrami                                 | Igen          | Igen            |          | tv-rövidfilm                |
| 1977 | Bubeník Červeného kríža                                         | Igen          | Igen            |          | tv-rövidfilm                |
| 1978 | Tri vrecia cementu a živý kohút                                 | Igen          | Igen            |          | rövidfilm                   |
| 1980 | Építs házat, ültess fát! (Postav dom, zasaď strom)              | Igen          | Igen            |          |                             |
| 1981 | Hűtlenség szlovák módra (Nevera po slovensky)                   | Igen          | Igen            |          | tv-minisorozat (két epizód) |
| 1983 | Az ezeréves méh (Tisícročná včela)                              | Igen          | Igen            |          |                             |
| 1985 | Holle anyó (Perinbaba)                                          | Igen          | Igen            |          |                             |
| 1987 | Pehatý Max a strašidlá                                          | Igen          | Igen            |          |                             |
| 1987 | Frankenstein nagynénje (Frankensteinova teta)                   | Igen          | Igen            | Igen     | tv-minisorozat (hét epizód) |
| 1989 | És ülünk a fa tetején (Sedím na konári a je mi dobre)           | Igen          | Igen            |          |                             |
| 1990 | Takmer ružový príbeh                                            | Igen          |                 |          | tv-film                     |
| 1992 | Lepsie byt bohaty a zdravy ako chudobny a chory                 | Igen          | Igen            |          |                             |
| 1994 | Gen: Galerie elity národa                                       | Igen          | Igen            |          | tv-sorozat (egy epizód)     |
| 1997 | Zavaros jelentés a világ végéről (Nejasná zpráva o konci světa) | Igen          | Igen            |          |                             |
| 2004 | Post Coitum                                                     | Igen          | Igen            |          |                             |
| 2008 | Báthory – A legenda másik arca (Bathory)                        | Igen          | Igen            |          |                             |
| 2021 | Perinbaba 2 A Dva Svety                                         | Igen          | Igen            |          |                             |

## Színházi munkái
- Szlovák Nemzeti Színház
  - Krútňava (1999)
  - Szvatopluk (2008)
- Laterna magika
  - Casanova (bemutató: 1995. február 2., utolsó előadás: 2013. október 26.)

## Könyvei
- Živé stříbro. Praha: XYZ, 2013. 344 s. ISBN 978-80-7388-772-8
- Perinbaba. Praha: Transmedialist, 2018. 224 s. ISBN 978-80-906578-1-6

## Díjak és jelölések
Belföldi filmfesztiválok
- Pilseni Filmfesztivál
  - 1969 díj: legjobb játékfilm, Zbehovia a pútnici (megosztva Vojtěch Jasný: Jó földijeim (Všichni dobří rodáci) filmjével)
  - 1990 díj: legjobb játékfilm, Az ezeréves méh (Tisícročná včela)
- Cseh Oroszlán
  - 1998 jelölés: legjobb rendezés, Zavaros jelentés a világ végéről (Nejasná zpráva o konci světa)
  - 2003 díj: életműdíj
  - 2009 díj: legjobb díszlet Jaroslava Pecharovával közösen, Báthory – A legenda másik arca (Bathory)
- Karlovy Vary-i Nemzetközi Filmfesztivál
  - 2008 díj: különdíj
- Slnko v sieti (Szlovákia)
  - 2010 díj: legjobb díszlet, Báthory – A legenda másik arca (Bathory)
  - 2016 díj: tiszteletdíj

Külföldi filmfesztiválok
- Velencei Nemzetközi Filmfesztivál
  - 1968 jelölés: legjobb film, Zbehovia a pútnici
  - 1983 jelölés: legjobb film, Az ezeréves méh (Tisícročná včela)
  - 1985 jelölés: legjobb film, Holle anyó (Perinbaba)
  - 1985 díj: Sergio Trasatti-díj, Holle anyó
  - 1989 jelölés: legjobb film, És ülünk a fa tetején (Sedím na konári a je mi dobre)
- Belgrádi Filmfesztivál
  - 1986 díj: közönségdíj a legjobb film, Holle anyó (Perinbaba)
- Moszkvai Nemzetközi Filmfesztivál
  - 1990 díj: nagydíj, És ülünk a fa tetején (Sedím na konári a je mi dobre)
- Montreali Nemzetközi Filmfesztivál
  - 1997 jelölt: nagydíj, Zavaros jelentés a világ végéről (Nejasná zpráva o konci světa)
- San Diegó-i Nemzetközi Filmfesztivál
  - 1998 díj: legjobb rendezés, Zavaros jelentés a világ végéről (Nejasná zpráva o konci světa)

## Fordítás
Ez a szócikk részben vagy egészben  a   Juraj Jakubisko című szlovák Wikipédia-szócikk ezen változatának fordításán alapul.  Az eredeti cikk szerkesztőit annak laptörténete sorolja fel. Ez a jelzés csupán a megfogalmazás eredetét és a szerzői jogokat jelzi, nem szolgál a cikkben szereplő információk forrásmegjelöléseként.